# مارتین گری (بازیکن فوتبال)
مارتین گری (انگلیسی: Martin Gray؛ زادهٔ ۱۷ اوت ۱۹۷۱) بازیکن فوتبال اهل بریتانیا است.
از باشگاه‌هایی که در آن بازی کرده‌است می‌توان به باشگاه فوتبال آکسفورد یونایتد، باشگاه فوتبال فولام، باشگاه فوتبال ساندرلند، و باشگاه فوتبال دارلینگتون اشاره کرد.